# Levene Gouldin & Thompson Tennis Challenger 2014
Il Levene Gouldin & Thompson Tennis Challenger 2014 è stato un torneo di tennis facente parte della categoria ATP Challenger Tour nell'ambito dell'ATP Challenger Tour 2014. È stata la 21ª edizione del torneo che si è giocato a Binghamton negli Stati Uniti dal 14 al 20 luglio 2014 su campi in cemento e aveva un montepremi di 50 000 $.

## Partecipanti singolare

### Teste di serie
| Nazionalità | Giocatore           | Ranking* | Testa di serie |
| ----------- | ------------------- | -------- | -------------- |
| Stati Uniti | Bradley Klahn       | 74       | 1              |
| Ucraina     | Serhij Stachovs'kyj | 88       | 2              |
| Stati Uniti | Denis Kudla         | 120      | 3              |
| Romania     | Marius Copil        | 161      | 4              |
| Ucraina     | Illja Marčenko      | 180      | 5              |
| Stati Uniti | Rhyne Williams      | 198      | 6              |
| Stati Uniti | Austin Krajicek     | 208      | 7              |
| Stati Uniti | Wayne Odesnik       | 216      | 8              |

- Ranking al 8 luglio 2014.

### Altri partecipanti
Giocatori che hanno ricevuto una wild card:
- Marcus Giron
- Austin Krajicek
- Winston Lin
- Ryan Shane

Giocatori che sono passati dalle qualificazioni:
- Sekou Bangoura
- Marius Copil
- Raymond Sarmiento
- Daniel Nguyen

## Partecipanti doppio

### Teste di serie
| Nazionalità | Giocatore          | Nazionalità | Giocatore       | Ranking* | Testa di serie |
| ----------- | ------------------ | ----------- | --------------- | -------- | -------------- |
| Stati Uniti | Sekou Bangoura     | Stati Uniti | Evan King       | 431      |                |
| Australia   | Thanasi Kokkinakis | Stati Uniti | Denis Kudla     | 486      | 2              |
| Stati Uniti | Jarmere Jenkins    | Stati Uniti | Rhyne Williams  | 489      | 3              |
| Stati Uniti | Bradley Klahn      | Australia   | Jordan Thompson | 517      | 4              |

- Ranking al luglio 2014.

### Altri partecipanti
Coppie che hanno ricevuto una wild card:
- Takanyi Garanganga /  Takura Happy
- Thomas Caputo /  Richard Del Nunzio
- Sarvar Ikramov /  Nail Khabiyev

## Vincitori

### Singolare
Serhij Stachovs'kyj ha battuto in finale  Wayne Odesnik con il punteggio di 6–4, 7–6(9)

### Doppio
Daniel Cox /  Daniel Smethurst hanno battuto in finale  Marius Copil /  Serhij Stachovs'kyj con il punteggio di 6(3)–7, 6–2, [10–6]